# ニコライ・ゴーゴリ
ミコラ・ヴァシリオヴィチ・ゴーゴリ（ニコライ・ヴァシーリエヴィチ・ゴーゴリ）（ウクライナ語: Мико́ла Васи́льович Го́голь / ロシア語: Никола́й Васи́льевич Го́голь / 英語: Nikolai Gogol; 1809年4月1日〈ユリウス暦3月20日〉 - 1852年3月4日〈ユリウス暦2月21日〉）は、ロシア帝国出身の小説家、劇作家。戸籍上の姓はホーホリ＝ヤノーウシクィイ Го́голь-Яно́вський（ロシア語：ゴーゴリ＝ヤノフスキー Го́голь-Яно́вский）。『ディカーニカ近郷夜話』、『ミルゴロド』、『検察官』、『外套』、『死せる魂』、『隊長ブーリバ』などの作品で知られる。
ロシアとウクライナのリアリズム文学を創始した一人。社会の腐敗や人間の卑俗さを鋭く風刺しながら描写した。戯曲『検察官』は出世作で、喜劇の傑作として名高い。

## 生涯
1809年、ロシア帝国ポルタヴァ県ソロチンツィ（現在はウクライナのポルタヴァ州ムィールホロド地区のソロチンツィ）の小地主の家に生まれる。父ワシーリ、母マリヤ。
ゴーゴリ研究によると、先祖は姓をヤノーウシクィイといい、ウクライナの聖職者であった。18世紀後半、祖父が婚姻によって領土を得ると、ヤノーウシクィイ家は地主階級となった。しかし1783年、ウクライナに農奴制が導入されるにあたり、貴族の称号を持たない地主は土地と農奴の所有を許されなくなる。そのため、ヤノーウシクィイ家はフメリニツキーの乱に参加したウクライナ・コサックの連隊長オスタープ・ホーホリなる人物を家系図筆頭に据え、姓をホーホリ＝ヤノーウシクィイと改めた。父のヴァスィーリ・ホーホリ＝ヤノーウシクィイはアマチュア劇作家で、ウクライナ語による劇作品を2篇のこしている。
1818年、9歳で弟イワンとともに親元を離れ、ポルタヴァの小学校に入学。翌年、弟が死去。ゴーゴリは深い衝撃を受ける。
1821年、ネージンの高等中学校に寄宿生として入学。在学中は学業よりも絵画と文学に熱中し、父譲りの演劇の才を発揮。学校演劇では役者として老け役や吝嗇漢を得意とした。
1828年、夏にネージン中学校を卒業。首都ペテルブルクに出てV.アロフという筆名で叙事詩『ガンツ・キュヘリガルテン』を自費出版するも酷評を受け、失意のあまり一時国外に逃亡する。その後、俳優を志すも失敗し、下級官吏の職につく。この時期の貧しく寒々としたペテルブルグでの経験は、のちに「ペテルブルクもの」と呼ばれる都市の下層民や小役人・俗物たちを描いた作品群に活かされることになる。
1830年、最初の散文作品『ディカーニカ近郷夜話』第1部を匿名で『祖国雑誌』2月号・3月号に発表。当時流行したウクライナのフォークロアに取材した『ディカーニカ近郷夜話』を出版すると一躍人気作家となる。
1831年に歴史小説『ゲチマン』の第1部を発表。この作品は未完のままに終わる。女子愛国学校に職を得ると生活は安定し、この年のはじめ、ジュコーフスキーの紹介でプーシキンと出会う。プーシキンはゴーゴリの才能を評価し、以後、親交を持った。
1832年、この年故郷に帰り口碑と歌謡の収集をなす。『ディカーニカ近郷夜話』第2部が出版される。
1833年から1834年には『昔気質の地主たち』、『ネフスキー大通り』、『タラス・ブーリバ』、『肖像画』、『ヴィー』、『イワン・イワーノヴィチとイワン・ニキーフォロヴィチが喧嘩をした話』、『狂人日記』以上7編の小説と評論若干を書く。喜劇『結婚』未定稿も書き、文名がいよいよ高まる。
1834年から1835年まではペテルブルク大学で歴史を教えた。文集『ミルゴロド』、文集『アラベスキ』を出版。『鼻』、『馬車』の2編が、プーシキン主宰の雑誌『同時代人』に掲載される。戯曲『検察官』の執筆にかかり、年末に脱稿する。
1836年、『検察官』で名声はさらに広がったが、ゴーゴリが得意とする皮肉やユーモアは非難の対象にもなり、ゴーゴリは非難の声を避けるべくヨーロッパへ発つこととなった。スイスで心機一転、『死せる魂』の稿を続ける。冬を過ごすため、12月パリに行く。
1837年、途中パリでプーシキンの訃報を知る。傷心のあまりパリを去ってローマへおもむく。その後、ゴーゴリは人生の大部分をドイツとイタリアで過ごすこととなった。
その時期の手紙を根拠にゴーゴリには同性愛の傾向があったといわれる。1839年には恋人が突然死するが、その件がゴーゴリの後半生にどのような影響を与えたのかについては未だ謎が多い。『死せる魂』と『外套』を書いたのはこのころのことである。
1840年8月18日、再度イタリアへおもむく。この年『外套』を書いた。
1842年に『死せる魂』第1部が刊行される。10月、新作出版のためロシアへ帰ったが、検閲当局の許可がなかなかおりなかった。
なお、『死せる魂』第1部は克服すべきロシアの腐敗を描いた序章にすぎず、第2部・第3部で主人公チチコフの成長と魂の救済、美と調和を体現する理想のロシアが描かれる予定であった。
1847年、『友人との往復書簡選』を出版するも、頑迷で教条的な説教と、帝政と農奴制を賛美する反動思想とによって、ベリンスキーをはじめ、それまでゴーゴリを高く評価してきた支持者の多くを失う。
1848年、信仰にのめり込んでいたゴーゴリはエルサレム巡礼に旅立つ。エルサレムからの帰還後は聖職者コンスタンティノフスキーの影響のもと信仰生活のため文学を棄てることを決心。書き溜めてあった『死せる魂』の第2部を再び焼いてしまう。
1852年3月4日、断食により惨たる形骸を残して死す。12日に盛大な葬儀が行われた。

## ロシアにおける解釈と評価
ゴーゴリの初期作品は、主にエルンスト・ホフマンをはじめとするヨーロッパ・ロマン派の影響下にあり、概して明るいユーモアとロマン主義的な幻想性を特徴とする。古いスラブ文学もゴーゴリに強い影響を与え、またスラブ神話からも多くのプロットを作り出した。
中期以降の作品では、地方地主たちの安逸な日常や、ペテルブルクの小役人・下層階級の人々の日々の生活の現実的で詳細かつ極めて誇張された描写から来る笑いと、それらの俗悪さ、空虚さ、卑小さへの作者の絶望と恐れから来る詠歎とが同居した独特の文体を特色とする。その笑いは『外套』の「人道主義的箇所」や、『死せる魂』第1部に顕著な抒情的詠歎などから、しばしば「涙を通しての笑い」と呼ばれる。
ゴーゴリ作品への評価には、ロシア文化における西欧派とスラヴ派（民族主義派）の分裂・相克が映し出されている。帝政への不満を持つ急進的な知識人たちはゴーゴリの作品を醜悪な現実社会を映し、「社会批判」「社会改革」を志向する「諷刺文学」として受けいれた。『鼻』や『外套』などに見られる空想的要素については、厳しい検閲に対する目くらましとも評された。
ところが、現実の政治や社会問題に対するゴーゴリの見解は、評論や書簡、回想などから窺い知る限り、視野が狭く極めて保守的であった。生涯の大作となるべき『死せる魂』を書いた根底に一種の理想主義があったことは確かであるが、それはロシアの体制それ自体の変革を志向するものでなく、第1部で主人公の過ちを、第2部でその矯正を描くことによって、ロシア民衆を道徳的に目覚めさせ、古き良きロシアを再生させようとするものであった。しかし、人間の否定的で醜悪な面を誇張しグロテスクに描くことに長けたゴーゴリにとって、第2部の創作は手に余るものであった。そのため執筆は遅滞し、それとは裏腹にロシア民衆の教化とロシア再生への祈念は年を追うごとに大きくなっていった。晩年にゴーゴリは『友人との往復書簡選』の発表によって、宗教への狂信と体制への賛美を表明するに至る。この最後の著作は、それまでゴーゴリを体制批判者と信じてきた自由主義者ばかりか、保守反動のスラヴ派の人々からも痛烈な批判を浴び、ゴーゴリの思想的推移を作品の解釈にどのように結びつけるかという点で、彼の作品に対する解釈の分裂を生じさせる原因ともなった。
西欧派・進歩派は、『死せる魂』第1部までのゴーゴリ前半生の作品群に笑いと諷刺による体制批判を読み取り、神秘思想・保守思想の見られる後半生作品群をあくまで宗教的迷妄による転向として切り捨てた。彼らはまたゴーゴリ晩年の復古的ユートピア思想の価値を積極的に認め、ゴーゴリの全作品に汎スラヴ思想が通底すると読み解くスラヴ派的読解が生じた。この解釈はベリンスキーの批評と相まってゴーゴリを自然派の代表者、ロシア・リアリズム文学の祖にして人道主義者であると見なすソ連公式見解へと繋がった。
一方、ウラジーミル・ソロヴィヨフ、ニコライ・ベルジャーエフらは、そうしたイデオロギー的読解に対し、20世紀初頭のロシア・フォルマニズム運動以降になって異議を唱えた。
その他、ドストエフスキーをはじめその後のロシア文学にゴーゴリが与えた影響はきわめて大きい。ゴーゴリは前述のように長らくロシア・リアリズム文学の祖とされたが、その作品の幻想性、細部の誇張、グロテスクの手法などが20世紀文学に与えた影響も重視されている。ドミトリー・メレシコフスキー、エヴゲーニイ・ザミャーチン、ミハイル・ブルガーコフ、アンドレイ・シニャフスキー（アブラム・テルツ）などはその伝統を強く意識していた。1920年代に、ホフマンの作品の登場人物の名を借りてつくられた文学サークル『セラピオン兄弟』は有名である。
ゴーゴリはまた日本文学にも強い影響を与えた。芥川龍之介の『芋粥』は導入部分が『外套』に酷似しているほか、宇野浩二の饒舌体、後藤明生の『笑い地獄』『挟み撃ち』など、ゴーゴリの小説作法に学んだ作品が数多く存在する。

## ロシアとウクライナによる「所有権」争い[8]
長い間、ロシアとウクライナでゴーゴリの「所有権」争いが勃発している。
2009年4月1日に開催された「ゴーゴリ生誕200周年記念式典」ではヴィクトル・ユシチェンコ大統領（当時）が「ゴーゴリは疑いなくウクライナのものだ。彼はロシア語で執筆したがウクライナ語で思索した」と持論を述べた。ゴーゴリの全作品をウクライナ語訳する試みもあるが、ロシアの文学者たちは「ウクライナ語訳はオリジナルを損ねる」と反発している。青年時代からゴーゴリはウクライナ贔屓で、ネージン時代にはウクライナ語による戯曲を創作したことがあり、ペテルブルクで人気の作家になってからもロシアでの生活に馴染みきれず、故郷の習俗や言語への愛惜の念を終生失わなかった。
なお、晩年のゴーゴリはウクライナ語文学に対して批判的であり、ウクライナ語で詩作した詩人タラス・シェフチェンコに対し、「われわれはロシア語で書くべきなのだ。われわれ全スラブ人にとって主権を有するロシア語を擁護し、強固なものにしてゆかねばならない。プーシキンの言葉こそが唯一主要な聖物なのだ」と苦言を呈している。

## 作品

### 小説
- ゲチマン（未完）
- ディカーニカ近郷夜話（1831年-1832年、短編集）
  - ソロチンツイの定期市
  - イワン・クパーラの前夜
  - 五月の夜
  - 紛失した国書
  - 降誕祭の前夜
  - 怖ろしき復讐
  - イワン・フョードロヴィチ・シュポーニカとその叔母
  - 呪禁のかかった土地
- ミルゴロド（ロシア語版、ドイツ語版、英語版） （1835年、中編小説集）
  - 昔気質の地主たち
  - タラス・ブーリバ （1842年に大幅な改作。邦題「隊長ブーリバ」とも）
  - ヴィイ
  - イワン・イワーノヴィチとイワン・ニキーフォロヴィチが喧嘩をした話
- アラベスキ（1835年。下記の中編小説3編のほか、エッセイ、美術批評、小説断片を含む文集）
  - ネフスキー大通り
  - 狂人日記
  - 肖像画（1842年大幅に改作される）
- 幌馬車（1836年 ）
- 鼻 （1836年）
- ローマ（1842年）
- 外套（1842年）
- 死せる魂
  - 第1部（1842年）
  - 第2部（未完。1855年、甥により刊行される）

### 戯曲
- 結婚（1835年執筆、1842年出版）
- 賭博師（1836年執筆、1842年出版）
- 検察官（1836年。日本語題名『査察官』とも）

## 映画化
- 1909年:ヴィイ (1909年の映画)（英語版）（Вий）、ロシア映画、監督:ワシーリー・ゴンチャロフ（英語版）
- 1909年:タラス・ブルバ (1909年の映画)（英語版）（Тарас Бульба）、ロシア映画、監督:アレクサンドル・ドランコフ（英語版）
- 1913年:クリスマス・イブ (映画)（英語版）（Ночь перед Рождеством）、ロシア映画、監督:ラディスラフ・スタレヴィッチ
- 1913年:恐ろしい復讐（英語版）（Страшная месть）、ロシア映画、監督:ラディスラフ・スタレヴィッチ
- 1924年:タラス・ブルバ (1924年の映画)（英語版）、ドイツ映画、監督:ウラジーミル・ストリジェフスキー（英語版）、ヨシフ・エルモリエフ
- 1926年:外套 (1926年の映画)（英語版）（Шинель）、ソビエト映画、監督:グリゴーリ・コージンツェフ、レオニード・トラウベルク（英語版）
- 1936年:タラス・ブルバ (1936年の映画)（英語版）、フランス映画、監督:アレクシス・グラノフスキー（英語版）
- 1938年:タラス・ブルバ (1938年の映画)（英語版）、イギリス映画、監督:エイドリアン・ブルネル（英語版）、アルバート・ド・クールヴィル（英語版）
- 1945年:消えた公文書（ウクライナ語版）（Пропа́вшая гра́мота）、ソビエトアニメーション映画、監督:ワレンチナ・ブルムベルク（英語版）、ラミス・ブレディス（英語版）、ジナイーダ・ブルムベルク（英語版）
- 1949年:市長万歳（英語版）（The Inspector General）、アメリカ映画、監督:ヘンリー・コスター
- 1950年:賭博者 (1950年のテレビ映画)（英語版）、フランステレビ映画、監督:クロード・バルマ（英語版）
- 1952年:外套 (1952年の映画)（英語版）（Il cappotto）、イタリア映画、監督:アルベルト・ラットゥアーダ
- 1956年:特注の外套（英語版）、イギリス短編映画、監督:ジャック・クレイトン
- 1960年:悪魔の仮面（英語版）（La maschera del demonio）、イタリア映画、監督:マリオ・バーヴァ
- 1962年:タラス・ブルバの息子（英語版）（Taras Bulba il cosacco）、フランス・イタリア映画、監督:ヘンリー・ザフィラトス（フランス語版）、フェルディナンド・バルディ（英語版）
- 1962年:隊長ブーリバ、アメリカ・ユーゴスラビア映画、監督:J・リー・トンプソン
- 1963年:狂人の日記 (1963年の映画)（フランス語版）、フランス映画、監督:ロジェ・コジオ（英語版）（1987年も参照）
- 1967年:ヴィイ（英語版）（Вий）、ソビエト映画、監督:コンスタンチン・エルショフ（ロシア語版）、ゲオルギー・クロパチョフ（ロシア語版）
- 1968年:イワン・クパーラの夜、ソビエト映画、監督:ユーリー・イリエンコ
- 1987年:狂人の日記 (1987年の映画)（フランス語版）、フランス映画、監督:ロジェ・コジオ（英語版）（1963年も参照）
- 1996年:外套 (1996年の映画)（フランス語版）、フランス映画、監督:ロバート・クレイマー
- 2007年:ロシアの賭け（英語版）（Русская игра）、ロシア映画、監督:パーヴェル・チュフライ（英語版）
- 2009年:タラス・ブルバ (2009年の映画)（英語版）（Тарас Бульба）、ロシア映画、監督:ウラジーミル・ボルトコ（英語版）
- 2014年:ヴィイの伝説（英語版）（Вий）、チェコ・ウクライナ・ロシア映画、監督:オレグ・ステプチェンコ（ロシア語版）
- 2017年:ヴィイの年代記:悪の起源（英語版）（Гоголь. Начало）、ロシア映画、監督:エゴール・バラノフ（英語版）
- 2018年:ヴィイの年代記:悪魔狩人（英語版）（Гоголь. Вий）、ロシア映画、監督:エゴール・バラノフ（英語版）
- 2018年:ヴィイの年代記:黒騎士（英語版）（Гоголь. Страшная месть）、ロシア映画、監督:エゴール・バラノフ（英語版）
- 2019年:ドラゴンの封印の伝説（英語版）（Тайна Печати Дракона）、中国・ロシア映画、監督:オレグ・ステプチェンコ（ロシア語版）